# Frank Nighbor
Julius Francis Nighbor, detto Frank (Pembroke, 26 gennaio 1893 – Pembroke, 13 aprile 1966), è stato un hockeista su ghiaccio canadese.

## Biografia
Nel corso della sua carriera ha giocato con Pembroke Debaters, Toronto Blueshirts (1912/13), Vancouver Millionaires (1913-1915), Ottawa Senators (1915-1930), Toronto Maple Leafs (1929/30) e Buffalo Bisons (1931/32).
È stato il primo giocatore a vincere il Lady Byng Memorial Trophy e l'Hart Memorial Trophy.
Nel 1947 è stato inserito nella Hockey Hall of Fame.